# Tamás Cseri
Tamás Cseri (Győr, 15 de enero de 1988) es un futbolista húngaro que juega en la demarcación de centrocampista para el Mezőkövesdi SE de la Nemzeti Bajnokság I.

## Selección nacional
Debutó con la selección de fútbol de Hungría el 6 de septiembre de 2020 en un partido de la Liga de las Naciones de la UEFA contra Rusia, encuentro que finalizó con un resultado de 2-3 a favor del conjunto ruso tras los goles de Roland Sallai y Nemanja Nikolić para Hungría, y de Anton Miranchuk, Magomed Ozdoyev y Mário Fernandes para Rusia.

## Clubes
| Club                  | País    | Año       | Partidos | Goles |
| --------------------- | ------- | --------- | -------- | ----- |
| Mosonmagyaróvári TE   | Hungría | 2007-2008 | 15       | 4     |
| Győri ETO FC II       | Hungría | 2008-2009 | 34       | 5     |
| Pécsi MFC             | Hungría | 2009-2010 | 21       | 1     |
| BKV Előre SC (cedido) | Hungría | 2010-2011 | 30       | 3     |
| Gyirmót FC Győr       | Hungría | 2011-2015 | 133      | 16    |
| Kisvárda FC           | Hungría | 2015-2017 | 68       | 5     |
| Mezőkövesdi SE        | Hungría | 2017-     | 235      | 27    |